# Суомен Йоутсен
Суомен Йоутсен (фин. Suomen Joutsen — Финский лебедь) — учебный корабль Военно-морских сил Финляндии, ныне корабль-музей.

## История
Парусник был построен и спущен на воду 16 октября 1902 года в Сен-Назере (Франция) под названием «Лаэннек» (в честь французского врача Рене Лаэннека). Во время своего первого рейса в Англию «Лаэннек» столкнулся в Бискайском заливе (по другим данным, в Бристольском заливе) с британским грузовым судном; последнее затонуло в результате столкновения. После ремонта «Лаэннек» возил селитру из Чили в Европу.
В 1911 году во время шторма фрегат ударился о каменную пристань в одном из испанских портов, серьёзно повредив корпус. В 1914 году во время сильного шторма в Северной Атлантике грот-мачта упала на левый борт корабля.
В годы Первой мировой войны «Лаэннек» перевозил секретный фрахт из США в Европу.
В 1921 году фрегат был продан гамбургской компании H. H. Schmidt & Co, в результате чего был переименован в «Ольденбург» и стал учебным судном торгового флота компании.
В 1930 году «Ольденбург» был приобретён Финляндией для использования в учебных целях; тогда же он получил название «Суомен Йоутсен» (Лебедь Финляндии или Финский лебедь, в честь одного из национальных символов Финляндии — лебедя-кликуна). В 1931—1939 годах он совершил восемь длительных океанских плаваний в качестве учебного судна Военно-морских сил Финляндии.
В годы Зимней войны и Войны-продолжения «Суомен Йоутсен» использовался в качестве плавучей базы подводных лодок, а сразу после войны — в качестве тральщика.
В послевоенные годы парусное судоходство на Балтике начало сокращаться. Судно стало эксплуатироваться всё реже, и его планировали сдать на металлолом. Однако глава профсоюза моряков Финляндии Нийло Вялляри потребовал от властей найти место для его швартовки, пригрозив в противном случае приостановить судоходство. В 1956 году «Суомен Йоутсен» был пришвартован на реке Аура в Турку, рядом с мостом Мартинсилта.
В 1961—1991 годах на фрегате располагалась морская профессиональная школа.
В 1991 года фрегат был отреставрирован и передан в собственность морскому центру Турку Форум Маринум. В настоящее время он является музеем, одним из символов города и местом проведения различных встреч и мероприятий.

## Океанские плавания
Первый рейс
22.12.1931-22.5.1932. Маршрут: Хельсинки — Копенгаген — Тронгисвагур (Фарерские острова) — Халл (Англия) — Лас-Пальмас — 5,5 градусов северной широты — Понта-Делгада (Азорские острова) — Виго (Испания) — Хельсинки.
Второй рейс
20.10.1932-3.6.1933. Маршрут: Хельсинки — Лас Пальмас — Рио-де-Жанейро — Монтевидео — Буэнос-Айрес — Сент-Люсия — Сент-Томас (Виргинские острова) — Понта-Делгада — Хельсинки.
Третий рейс
1.11.1933-15.5.1934. Маршрут: Хельсинки — Марсель — Александрия (Египет) — Неаполь (Италия) — Санта-Крус (Канарские острова) — Порт-о-Пренс (Гаити) — Лиссабон — Хельсинки.
Четвёртый рейс
31.10.1934-3.5.1935. Маршрут: Хельсинки — Картахена — Пирей — Салоники — Бейрут — Хайфа — Александрия (Египет) — Касабланка (Марокко) — Понта Делгада — Грейвсенд (Англия) — Хельсинки. Плавание в рамках выставки промышленной продукции Финской Ассоциации экспортёров.
Пятый рейс
9.10.1935-2.7.1936. Маршрут: Хельсинки — Лиссабон — Ла Гуардиа (Венесуэла) — Картахена (Колумбия) — Колон (Панама) — Панамский канал — Бальбоа (Панама) — Кальяо (Перу) — Вальпараисо (Чили) — Мыс Горн — Буэнос-Айрес — Рио-де-Жанейро — Понта-Делгада — Хельсинки. Плавание в рамках выставки промышленной продукции Финской Ассоциации экспортёров.
Шестой рейс
2.11.1936-1.5.1937. Маршрут: Хельсинки — Порту — Дакар (Сенегал) — Сьюдад-Трухильо — Веракрус — Гавана — Нью-Йорк — Осло — Хельсинки. Плавание в рамках выставки промышленной продукции Финской Ассоциации экспортёров.
Седьмой рейс
20.10.1937-12.5.1938. Маршрут: Хельсинки — Фуншал — Монтевидео — Острова Тристан-да-Кунья — Кейптаун — Кале — Хельсинки.
Восьмой рейс
27.10.1938-23.4.1939. Маршрут: Хельсинки — Бордо — Касабланка — Пернамбуку — Сан-Хуан — Понта Делгада — Роттердам — Хельсинки.
Первым рейсом руководил командор Арво Альфред Лието. Следующие шесть рейсов возглавил командор Джон Вильям Конкола, а последний, восьмой рейс возглавил капитан-лейтенант Унто Войонмаа.
Командор Конкола стал одним из «мысгорновцев», поскольку ему удалось одолеть Мыс Горн во время пятого рейса фрегата, который он возглавлял.

## Командующие
Командующие судном с 1931 года:
1. Арво Альфред Лието (до 1905 года Лилиус; род. в 1891 году в Хельсинки) был первым капитаном судна с 23.11.1931 по 11.03.1932[3]. Он был отозван полковником Вяйнё Вальве после аварии вблизи Фарерских островов, произошедшей во время первого рейса.[4] Лието был командором и капитаном судна. Супругой Лието с 1918 по 1937 год была актриса Мартта Ханнула.
2. Джон Вильям Конкола, командор, капитан судна, 11.3.1932 — 3.12.1938
3. Унто Адольф Войонмаа, капитан-лейтенант, 3.12.1938 — 22.4.1941
4. Арно Валио Лапинйуоси, командор 11.6.1948 — 27.4.1951
5. Альпо Калерво Ламминен, командор, 27.4.1951 — 22.11.1952

## Интересные факты

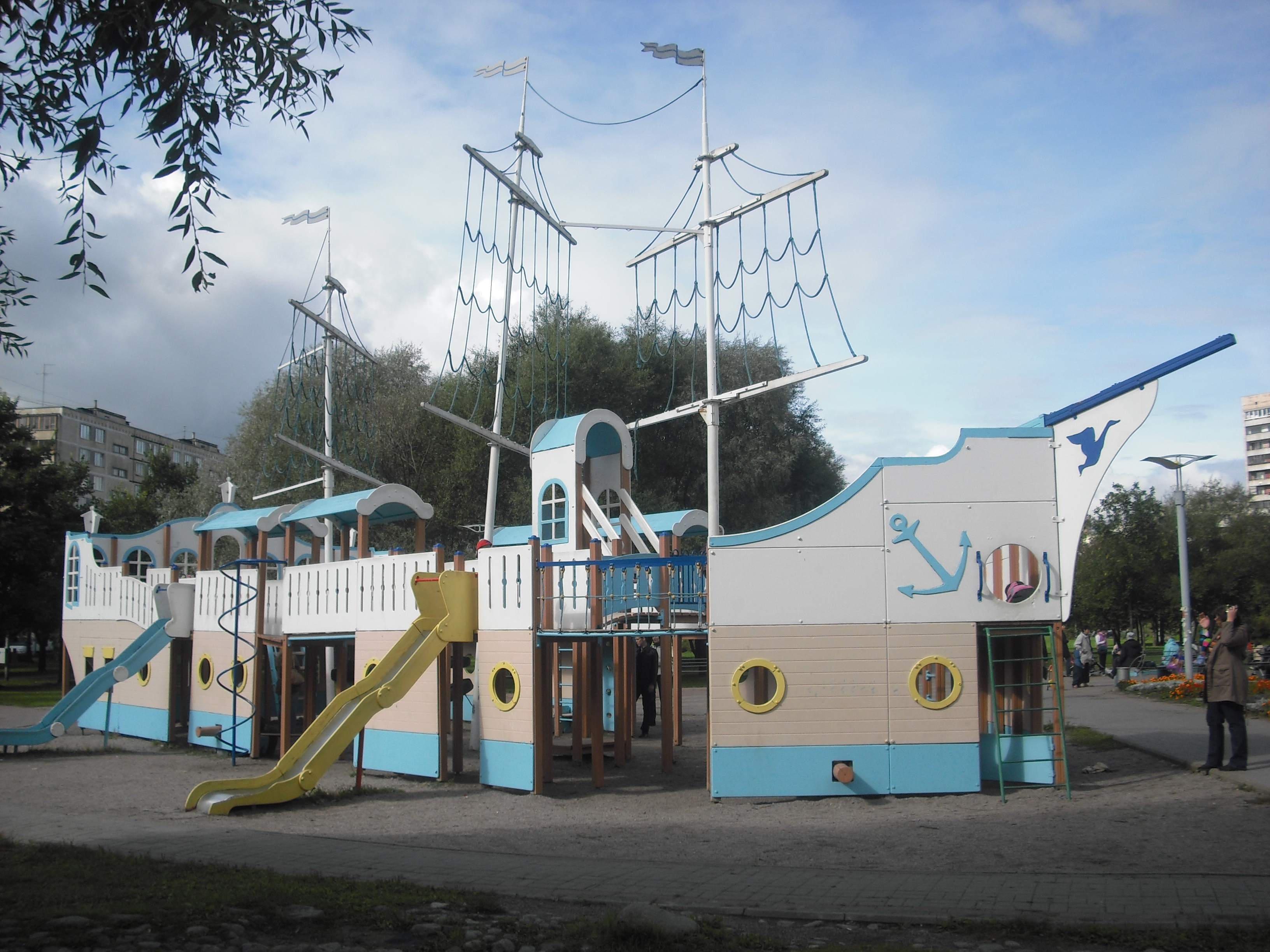
Игрушечная копия судна на ул. Турку в Санкт-Петербурге

- В Санкт-Петербурге на улице Турку, на месте старого русла реки Волковки  в 2003 году была установлена игрушечная копия судна, на носу которой, как и на носу оригинала, изображён летящий лебедь, а на трёх мачтах поднят Национальный Финский флаг.В 2013 году,в связи с устареванием конструкции,копия была разобрана,а на её месте появился новый детский городок.